# Lascoria inobtrusa
Lascoria inobtrusa är en fjärilsart som beskrevs av George Francis Hampson. Lascoria inobtrusa ingår i släktet Lascoria och familjen nattflyn. Inga underarter finns listade i Catalogue of Life.